# 淀川左岸舞洲出入口
淀川左岸舞洲出入口（よどがわさがんまいしまでいりぐち）は、大阪府大阪市此花区の阪神高速道路2号淀川左岸線の出入口。海老江JCT方面のみ接続するハーフICである。供用開始は2013年からだが、入出路は北港JCT - 島屋出入口間開通時の1994年から準備されていた。
2022年（令和4年）5月27日0時から、入口がETC専用となっている。

## 料金所

### 淀川左岸舞洲料金所
- ブース数：2
  - ETC専用：1
  - サポート：1

## 周辺
- 舞洲（此花大橋経由）

## 隣
阪神高速2号淀川左岸線
北港JCT - (2-01)淀川左岸舞洲出入口 - (2-02)ユニバーサルシティ出口 - (2-03)島屋出入口